# Прибутковий будинок з торговим домом Йосифа Кімаєра
Прибутковий будинок з торговим домом Йосифа Кімаєра — збудований в 1895—1897 (за іншими даними в 1897—1898) австрійським підприємцем Йосифом Кімаєром в Києві по вулиці Миколаївській (зараз Архітектора Городецького), 13. Пам'ятка архітектури національного значення (державний охоронний номер 41-Кв).

## Історія
Комплекс будівель був збудований на ділянці, придбаній у так званій садибі Меринга біля Хрещатика, незадовго до цього розпланованій під забудову.
Над фронтоном цього будинку видно дату заснування фірми Кімаєра «1884», тоді як вулицю проклали тільки у 1895-му.
Серед корпусів на вулиці Миколаївській, 13 були дохідний будинок з фірмовим магазином, фабрика, склади.
Садибу Кімаєра забудовував архітектор Владислав Городецький разом із техніком Мартином Клугом.
Фабрика була обладнана за останнім словом техніки: електричний привід, доцільне розташування технологічних вузлів, спеціальна парова сушильня для деревини. У виробах Кімаєра застосовували місцеві породи дуба, кавказький горіх, імпортну цінну деревину. Пружини для м'яких меблів привозили з Риги, полотно — з Жирардівських мануфактур, набивочний волос задовільної якості знайшли у Швеції.
24 вересня 1941, коли запалав замінований радянськими агентами центр Києва, окупованого німецькими військами, згорів разом з іншими і цей будинок. Пожежа знищила повністю інтер'єри, пошкодила фасад.
У 1970 в будинку облаштовано вхід до станції метро «Хрещатик».

## Сьогодення
Зараз будинок по вулиці Архітектора Городецького 13 використовується як головна будівля Міністерства юстиції України. Будинок є пам'яткою архітектури національного значення і має державний охоронний номер 41-Кв.
26 січня 2014 під час Євромайдану активісти руху «Спільна справа» зайняли будівлю Міністерства юстиції України на вулиці Городецького 13.